# NGC 915
NGC 915 ist eine linsenförmige Galaxie vom Hubble-Typ S0 im Sternbild Widder an der Ekliptik. Sie ist schätzungsweise 201 Millionen Lichtjahre von der Milchstraße entfernt und hat einen Durchmesser von etwa 40.000 Lj.

Im selben Himmelsareal befinden sich die Galaxien NGC 903, NGC 904, NGC 916, NGC 919.
Das Objekt wurde am 5. September 1864 von dem Astronomen Albert Marth mithilfe eines 48-Zoll-Teleskops entdeckt.